# Dieter Schütz (Musiker)
Dieter Schütz (* 9. Mai 1955 in Flensburg; † 25. September 1991 ebenda) war ein deutscher Musiker und Komponist.
Dieter Schütz lernte in seiner Kindheit Akkordeon, Blockflöte und Akustikgitarre und machte schon als 15-Jähriger erste Erfahrungen als Gitarrist in einer Amateur-Rockband. Ab 1974 spielte er Lead-Gitarre in der Flensburger „WTS-Band“, die damals regional sehr bekannt war. Es folgte dann eine jahrelange Mitwirkung als Lead-Gitarrist in der von ihm mitgegründeten Gruppe „Zest“. Bereits in dieser Zeit beschäftigte er sich in seinem Heimstudio mit dem Komponieren von elektronischer Musik.
Schütz wurde zum Multi-Instrumentalisten; er komponierte und produzierte zunehmend Songs und Tracks, auf denen er ausnahmslos alle Instrumente, sowohl akustische als auch elektronische, selbst spielte. 1981 erschien sein Debüt-Album TransVision auf dem „IC“-Label (Innovative Communication). Es folgten mehrere Instrumental-Soloalben, veröffentlicht auf Sky Records im German News Musikverlag, Hamburg. Gemeinsam mit Adelbert von Deyen war er 1985 zu Gast in der Radiosendung „Schwingungen“ bei Winfrid Trenkler im WDR. Das NDR-Fernsehen zeigte 1991 im „Nordschau-Magazin“ einen kurzen Bericht und ein Interview über und mit Dieter Schütz.
Seine Vielfalt an kreativen Ideen und sein Arbeitspensum waren enorm. Noch kurz vor seinem Tod gründete er zusammen mit seiner Lebensgefährtin Ulla Witt und seinem Freund Adelbert von Deyen das Poprock-Trio „Deja Vue“, von dem später das Album Nightflight erschien. Als Dieter Schütz am 25. September 1991 im Alter von 36 Jahren plötzlich verstarb, hinterließ er nicht weniger als 500 von ihm selbst komponierte und produzierte Songs und Instrumentals, von denen jedoch nur ein Bruchteil auf LP/CD veröffentlicht wurde. Unter dem Titel Old Fashioned erschien im September 2009 ein Album mit fünf neuen Instrumental-Tracks von Adelbert von Deyen und fünf bislang unveröffentlichten Tracks von Dieter Schütz – anlässlich seines achtzehnten Todestages.
Sein Grab befindet sich auf dem Friedhof der Ortschaft Sörup (Kreis Schleswig-Flensburg).

## Diskografie
- TransVision (1981)
- Inventions (mit Adelbert von Deyen, 1983)
- Voyage (1985)
- The Comet (1986)
- Dawn (1987)
- Secret Waves (1988)
- Other Worlds (1990)
- Inner Light (1991)
- Dream Waves (Best Of - Sampler, 1992)
- Nightflight (mit „Deja Vue“, aufg. 1991, veröffentlicht 2004)
- Old Fashioned (mit Adelbert von Deyen, davon 5 Titel von D. Schütz von 1984–85, veröffentlicht 2009)